# Liste von Bunkeranlagen in Berlin
Die Liste von Bunkeranlagen in Berlin nennt vorhandene, abgegangene und geplante Bunkeranlagen aus der Zeit des Zweiten Weltkrieges und des Kalten Krieges in Berlin. Der Royal Air Force gelang es in der Nacht vom 25. zum 26. August 1940, erstmalig Berlin mit 22 Flugzeugen zu bombardieren. Am 9. September 1940 erließ Hitler den „Führerbefehl zur Aufstellung von Flaktürmen in Berlin“, der bis Ende 1942 auf Hamburg und Wien ausgedehnt wurde.

## Liste

### Flaktürme
Die Berliner Flaktürme waren insgesamt sechs große Bunker, die während des Zweiten Weltkriegs im Rahmen des „Führer-Sofortprogramms“ in der Reichshauptstadt entstanden. Der Bau wurde von Hitler nach dem Luftangriff auf Berlin der Royal Air Force Ende August 1940 angeordnet.
Für die Abwehr feindlicher Flugzeuge bestand ein Flakturm aus einem Komplex von zwei Hochbunkern: Vom Leitturm (L-Turm) wurden die anfliegenden Flugzeuge mittels Radar (Würzburg-Riese) und optischen Entfernungsmessern (Triangulation) erfasst und daraus die Richtwerte für die schweren Flakgeschütze errechnet. Diese wurden elektrisch in den zugeordneten Geschützturm (G-Turm) übertragen.
Im Tiergarten (Zoobunker) sowie in den beiden Volksparks Friedrichshain und Humboldthain wurden drei Komplexe errichtet, von denen einer nach dem Krieg vollständig abgetragen wurde. Ein vierter Flakturm blieb projektiert.
| Anlage                                        | Beschreibung |
| --------------------------------------------- | --- |
| Flakturm I im Tiergarten                      | Im April 1941 wurde auf dem Gelände des Berliner Zoos der große Geschützturm „Gustav“ fertiggestellt. Auf ihm befanden sich Flugabwehrkanonen unterschiedlichster Kaliber – vom 2-cm-Flak-Vierling bis zu großen 12,8-cm-Zwillingsgeschützen. Der zugehörige L-Turm wurde bereits 1939–1941 auf dem gegenüberliegenden Ufer des Landwehrkanals, im Tiergarten errichtet und war auch Leitstelle für die gesamte Berliner Flakartillerie. Neben der Stammbesatzung wurden ab 1943 auch Luftwaffenhelfer, u. a. Oberschüler aus Zwickau (Sachsen), auf dem Flakturm eingesetzt, die bei Angriffen den Strom der in dem Bunker Schutz suchenden Berliner Einwohner (bis zu 16.000 Zivilisten bei einem Alarm) zu koordinieren hatten. In dem Turm war der Stab der 1. Flakdivision unter zuletzt Generalmajor Otto Sydow und der Flakscheinwerfergruppe Berlin unter Oberst Paul Hasenfuß untergebracht. Im April 1945 hielt sich Reichsmarschall Hermann Göring kurze Zeit im Lazarett des großen Bunkers auf, bevor er sich nach Bayern absetzte. Im Mai 1945 nahm eine sowjetische Trophäenkommission die im Saal N 11 des Flakturms Zoo eingelagerten Kunstgegenstände aus den Berliner Museen in Beschlag, darunter den größten Goldfund aus der Antike, den Schatz des Priamos (Schliemann-Gold), mit 8900 Teilen. Er gelangte als Beutekunst in die Sowjetunion und galt als verschollen. Erst 1994 offenbarte sich das Puschkin-Museum in Moskau als Besitzer. Der Bezirk Tiergarten lag ab Juli 1945 im Britischen Sektor von Berlin. Im Sommer 1947 wollte die Besatzungsmacht beide Flaktürme sprengen. Auf die Sprengung des Leitturms am 28. Juli 1947 mit zwölf Tonnen Dynamit folgte im August die fehlgeschlagene Sprengung des Gefechtsturms mit 25 Tonnen Dynamit. Eine zweite Sprengung verlief nicht erfolgreicher. Erst am 30. Juli 1948 gelang es, den Geschützturm mit 40 Tonnen TNT zu zerstören. Die Reste der Türme wurden mit Trümmerschutt übererdet. Um den Trümmerberg des Leitturms wurden vom Neuen See neue, 10–15 m breite Seitenkanäle angelegt, wodurch eine unzugängliche, etwa 8000 m² große Insel, mit einem etwa 15 m hohen Berg darauf, im Tiergarten entstand. Der Trümmerberg am Zoologischen Garten wurde 1955 abgetragen und die Bunkerreste durch Kleinsprengungen zertrümmert. Um die Abrissarbeiten am Stahlbeton auszuführen, mussten Sauerstofflanzen eingesetzt werden. Nachdem die etwa 412.000 m³ Schutt vom Gelände abgetragen waren, errichtete der Zoo dort Gehege für Kamele und Nashörner sowie das Vogelhaus. Der Flakturm des Zoobunkers ist der einzige, von dem keine Überreste existieren. - Geografische Lage des Geschützturms: 52° 30′ 34,2″ N, 13° 20′ 9,7″ O - Geografische Lage des Leitturms: 52° 30′ 41,7″ N, 13° 20′ 22,5″ O - Auf dem Dach des Flakturms am Zoo: vorn Kommandogerät (optischer Entfernungsmesser), dahinter ein schweres Flak-Geschütz. Im Hintergrund der Leitturm mit dem Würzburg-Riese-Radargerät, in der Ferne die Siegessäule. - Erste Sprengung des Zoobunkers, 1947. |
| Flakturm II im Volkspark Friedrichshain       | Im Oktober 1941 wurden im Volkspark Friedrichshain die Türme des Flakturms II fertiggestellt. Im ersten Stock des kleineren Leitturms wurden auf über 700 m² bedeutende Gemälde der Berliner Gemäldegalerie eingelagert, von denen vermutlich 434 am 6. Mai 1945 unter ungeklärten Umständen verbrannten (siehe auch Kriegsverluste der Gemäldegalerie). 59 dort eingelagerte Statuen des Bode-Museums wurden 2016 im Puschkin-Museum in Moskau entdeckt. Die Türme wurden im Mai 1946 von der Roten Armee gesprengt, was jedoch nur teilweise gelang. Anschließend wurden die durch die Sprengung beschädigten Bunker mit Trümmerschutt aufgefüllt und mit Erde überdeckt. Die so entstandenen Hügel, der Große und der Kleine Bunkerberg, prägen heute als Trümmerberge die Parklandschaft. Auf der Kuppe des Großen Bunkerbergs entstand auf heute noch sichtbaren Teilen des Gefechtsturms eine Aussichtsplattform, die allerdings durch die inzwischen gewachsenen umliegenden Bäume im Sommer fast keine Aussicht mehr ermöglicht. - Geografische Lage des Geschützturms: 52° 31′ 34,9″ N, 13° 25′ 55,7″ O - Geografische Lage des Leitturms: 52° 31′ 40,8″ N, 13° 26′ 13,6″ O - Gesprengter Bunker im Friedrichshain - Blick vom Flakturm im Friedrichshain über die Berliner Innenstadt. - Michelangelo Caravaggios Bildnis einer jungen Frau gehörte zu den im Flakturm Friedrichshain eingelagerten Kunstwerken. |
| Flakturm III im Volkspark Humboldthain        | Von Oktober 1941 bis April 1942 wurde ein weiterer Flakturm (unter Einbeziehung zahlreicher Zwangsarbeiter) im Volkspark Humboldthain mit zugehörigem Leitbunker gebaut. Diese wurden nach dem Krieg bis Mai 1948 von den französischen Truppen ebenfalls mehrfach gesprengt und mit Trümmern überdeckt. Da die am Berg vorbeiführende Bahnstrecke der Ringbahn nicht beschädigt werden durfte, ist der nördliche Teil des Bunkers aber noch heute sichtbar und im Rahmen einer Tour des Vereins Berliner Unterwelten e. V. begehbar. - Geografische Lage des Geschützturms: 52° 32′ 50,1″ N, 13° 23′ 5,5″ O - Geografische Lage des Leitturms: 52° 32′ 39″ N, 13° 23′ 13,1″ O - Flakturm mit Bunkeranlage im Volkspark Humboldthain. - Flakturm Humboldthain mit Luftwaffenhelfer, 1943. - Flakturm Humboldthain. - Flakturm im Volkspark Humboldthain, Juli 2021. |
| Geplanter Flakturm IV im Volkspark Hasenheide | Nach den ursprünglichen Planungen sollte im Volkspark Hasenheide ein viertes Flakturmpaar entstehen, um das Stadtzentrum von Süden zu sichern. Da dieses Turmpaar in unmittelbarer Nähe des Flughafens Tempelhof gewesen wäre, entschied man, der Luftwaffe hier die Verteidigung zu überlassen. Das für die Hasenheide projektierte Paar wurde in Hamburg auf dem Heiligengeistfeld errichtet. |

### Luftschutzbunker
| Anlage                                                                                                 | Beschreibung | Abbildung |
| --- | --- | --------- |
| Reichsbahnbunker Friedrichstraße                                                                       | Albrecht-/Reinhardtstraße, ehemaliger Bunker für Reisende der Reichsbahn, Hochbunker, Baudenkmal                                             |           |
| BASA-Bunker Berlin                                                                                     | Hallesches Ufer, ehem. Zentralverkehrsleitstelle der Reichsbahn                                                                              |           |
| Gesundbrunnen-Bunker                                                                                   | ehemaliger Luftschutzbunker im Dritten Reich und Luftschutzanlage in der Zeit bis zur deutschen Wiedervereinigung                            |           |
| Fichtebunker                                                                                           | ehemaliger Luftschutzbunker im Dritten Reich, Hochbunker                                                                                     |           |
| Tiefbunker unter dem Alexanderplatz                                                                    | ehemaliger Luftschutzbunker im Dritten Reich                                                                                                 |           |
| Hochbunker Friedrich-Karl-Straße                                                                       | Tempelhof, ehemaliger Luftschutzbunker (Hochbunker) im Dritten Reich, Baudenkmal                                                             |           |
| Hochbunker Heckeshorn                                                                                  | Wannsee, ehemaliger Kommandobunker, der später als Fernmeldebunker und OP-Bunker genutzt wurde                                               |           |
| Hochbunker Pallasstraße                                                                                | ehemaliger Fernmeldebunker im Dritten Reich                                                                                                  |           |
| Führerbunker                                                                                           | ehemaliger Luftschutzbunker im Dritten Reich nordöstlich der Reichskanzlei, zuletzt Führerhauptquartier und Ort des Suizids von Adolf Hitler |           |
| OP-Bunker Teichstraße                                                                                  | Reinickendorf, ehem. Operationsbunker im Erwin-Lieck-Krankenhaus                                                                             |           |
| Bunker Anhalter Bahnhof                                                                                | ehemaliger Luftschutzbunker (Hochbunker) im Dritten Reich, heute Berlin Story Museum und Dokumentation Führerbunker                          |           |
| Mehrzweckanlage Kudamm-Karree                                                                          | Atomschutzbunker aus dem Kalten Krieg, noch funktionsfähig                                                                                   |           |
| Bunker der Pionierkaserne                                                                              | Berlin-Karlshorst, Baudenkmal |           |
| Hochbunker der Kaserne des Flakregiments 12                                                            | Eiswaldtstraße 17 in Lankwitz, Baudenkmal |           |
| Hochbunker M500 Wittenau                                                                               | Zwei baugleiche Bunker an der Wittenauer Straße in Wittenau, Baudenkmal                                                                      |           |
| Bunker unter dem Alfred-Döblin-Platz                                                                   | Kreuzberg, Mutter-Kind-Bunker |           |
| Rundbunker-Turm auf Betriebsgelände des ehemaligen Reichsbahnausbesserungswerkes „Franz Stenzer“ (RAW) | Friedrichshain, Rundbunker Bauart Winkel, Baudenkmal                                                                                         |           |
| Flachbunker in Tempelhof                                                                               | Rumeyplan / Bundesring / Wolffring |           |